# Saint-Vincent-la-Châtre
Saint-Vincent-la-Châtre település Franciaországban, Deux-Sèvres megyében. Lakosainak száma 599 fő (2022. január 1.). Saint-Vincent-la-Châtre Clussais-la-Pommeraie, Lezay, Maisonnay, Saint-Coutant, Fontivillié, Melle (Franciaország) és Alloinay községekkel határos.

## Népesség
A település népessége az elmúlt években az alábbi módon változott:
| Lakosok száma | 678  | 674  | 681  | 641  | 634  | 627  | 620  | 610  | 599  |
|               | 2013 | 2015 | 2016 | 2017 | 2018 | 2019 | 2020 | 2021 | 2022 |